# Dyskografia Sii
Dyskografia Sii, australijskiej piosenkarki, składa się z ośmiu albumów studyjnych, jednej kompilacji, sześciu albumów koncertowych, trzydziestu siedmiu singli oraz czterdziestu dwóch teledysków.
Swoją solową karierę muzyczną Sia rozpoczęła w 1997 roku, kiedy wydała swój debiutancki album, OnlySee. Kolejny album, Healing Is Difficult, wydany w 2001 roku promowany był trzema singlami. Pierwszy z nich, „Taken for Granted”, dotarł do dziesiątego miejsca brytyjskiej listy UK Singles Chart. W 2003 roku artystka wydała trzeci album studyjny – Colour the Small One. Pięć lat później ukazał się czwarty album piosenkarki zatytułowany Some People Have Real Problems. Album pokrył się złotem w Australii, podobnie jak kolejna płyta Sii – We Are Born.
W 2011 roku Sia rozpoczęła współpracę z francuskim DJ-em i producentem muzycznym Davidem Guettą. Wystąpiła gościnnie w dwóch utworach „Titanium” i „She Wolf (Falling to Pieces)”, które odniosły światowy sukces. W 2011 roku wystąpiła również w utworze Flo Ridy „Wild Ones”. W 2013 roku nagrała piosenkę „Elastic Heart” do filmu Igrzyska śmierci: W pierścieniu ognia. Rok później wydała album 1000 Forms of Fear, który był jej najlepiej sprzedającym się albumem. Krążek pokrył się diamentem w Polsce oraz platyną w Australii, Francji i Wielkiej Brytanii. Pierwszy singel z album „Chandelier” był najlepiej sprzedającym się singlem artystki zajmując miejsce w pierwszej piątce na oficjalnych listach w Australii, Francji, Nowej Zelandii, Szwajcarii, a także szóste miejsce na Billboard Hot 100 i ósme miejsce na UK Singles Chart. Singel zdobył status diamentowy we Francji, pięciokrotnej platyny w Australii, trzykrotnej platyny w Kanadzie, Stanach Zjednoczonych i Wielkiej Brytanii, podwójnej platyny w Nowej Zelandii i Danii oraz platyny w Niemczech. Kolejne dwa single z albumu „Eye of the Needle” oraz „Big Girls Cry” nie powtórzyły sukcesu poprzednika. Ostatni singel - powtórnie wydany „Elastic Heart” w wersji solowej dotarł do piątego miejsca australijskiej listy Australian Singles Chart oraz do siedemnastego miejsca amerykańskiego notowania Billboard Hot 100. Singel pokrył się potrójną platyną w Australii oraz platyną w Wielkiej Brytanii, Kanadzie i we Włoszech.

## Albumy

### Albumy studyjne
| Dane dot. albumu | Pozycja na liście | Pozycja na liście | Pozycja na liście | Pozycja na liście | Pozycja na liście | Pozycja na liście | Pozycja na liście | Pozycja na liście | Sprzedaż            | Certyfikat                                                                              |
| Dane dot. albumu | AUS               | CAN               | FRA               | NOR               | NZL               | POL               | USA               | UK                | Sprzedaż            | Certyfikat                                                                              |
| --- | ----------------- | ----------------- | ----------------- | ----------------- | ----------------- | ----------------- | ----------------- | ----------------- | ------------------- | --------------------------------------------------------------------------------------- |
| OnlySee - Data: 23 grudnia 1997 - Wydawca: Flavoured Records - Format: CD                                                                                  | –                 | –                 | –                 | –                 | –                 | –                 | –                 | –                 | - AUS: 1 200+       |                                                                                         |
| Healing Is Difficult - Data: 9 lipca 2001 - Wydawca: Columbia Records - Format: CD, digital download                                                       | 99                | –                 | –                 | –                 | –                 | –                 | –                 | –                 |                     |                                                                                         |
| Colour the Small One - Data: 12 stycznia 2004 - Wydawca: Systemtactic Records, Go! Discs - Format: CD, digital download                                    | –                 | –                 | –                 | –                 | –                 | –                 | –                 | 180               |                     |                                                                                         |
| Some People Have Real Problems - Data: 8 stycznia 2008 - Wydawca: Monkey Puzzle, Hear Music - Format: CD, digital download                                 | 41                | –                 | 58                | –                 | –                 | –                 | 26                | 106               | - USA: 51 000+      | - AUS: złota płyta                                                                      |
| We Are Born - Data: 18 czerwca 2010 - Wydawca: Monkey Puzzle - Format: CD, digital download, LP                                                            | 2                 | –                 | 42                | –                 | –                 | –                 | 37                | 74                |                     | - AUS: złota płyta                                                                      |
| 1000 Forms of Fear - Data: 4 lipca 2014 - Wydawca: Monkey Puzzle, RCA Records - Format: CD, digital download, LP                                           | 1                 | 1                 | 8                 | 2                 | 4                 | 13                | 1                 | 5                 | - Świat: 1 000 000+ | - AUS: platynowa płyta - POL: diamentowa płyta - UK: platynowa płyta - USA: złota płyta |
| This Is Acting - Data: 29 stycznia 2016 - Wydawca: Monkey Puzzle, RCA - Formats: LP, CD, digital download                                                  | 1                 | 2                 | 3                 | 1                 | 5                 | 2                 | 4                 | 3                 | - Świat: 1 200 000+ | - AUS: złota płyta - UK: platynowa płyta - USA: platynowa płyta - POL: diamentowa płyta |
| Everyday is Christmas - Data: 17 listopada 2017 - Wydawca: Monkey Puzzle, Atlantic - Format: CD, digital download, LP                                      | 7                 | 8                 | 41                | 2                 | 22                | –                 | 27                | 39                | - USA: 15 000+      |                                                                                         |
| Music – Songs from and Inspired by the Motion Picture - Data: 12 lutego 2021 - Wydawca: Monkey Puzzle, Atlantic - Format: CD, kaseta, digital download, LP | 12                | 88                | 29                | 20                | –                 | –                 | –                 | 90                |                     |                                                                                         |
| „–” oznacza, że album nie był notowany. |                   |                   |                   |                   |                   |                   |                   |                   |                     |                                                                                         |

### Albumy we współpracy z innymi artystami
| Dane dot. albumu | Pozycja na liście | Pozycja na liście | Pozycja na liście | Certyfikat         |
| Dane dot. albumu | AUS               | UK                | USA               | Certyfikat         |
| --- | ----------------- | ----------------- | ----------------- | ------------------ |
| Labrinth, Sia & Diplo Present... LSD - Data: 12 kwietnia 2019 - Wydawca: Columbia - Format: CD, LP, digital download | 49                | 44                | 70                | - POL: złota płyta |

### Kompilacje
| Dane dot. albumu                                                                           | Pozycja na liście |
| Dane dot. albumu                                                                           | AUS               |
| ------------------------------------------------------------------------------------------ | ----------------- |
| Best Of... - Data: 30 marca 2012 - Wydawca: Inertia Records - Format: CD, digital download | 27                |

### Albumy koncertowe
| Dane dot. albumu |
| --- |
| Lady Croissant - Data: 3 kwietnia 2007 - Wydawca: Astralwerks - Format: CD, digital download                           |
| iTunes Live from Sydney - Data: 4 maja 2009 - Wydawca: Monkey Puzzle - Format: digital download                        |
| iTunes Live – ARIA Concert Series - Data: 11 maja 2010 - Wydawca: Monkey Puzzle - Format: digital download             |
| The We Meaning You Tour (Copenhagen 12.05.2010) - Data: 19 lipca 2011 - Wydawca: Monkey Puzzle - Format: CD            |
| The We Meaning You Tour, Live at the Roundhouse 27.05.2010 - Data: 19 lipca 2011 - Wydawca: Monkey Puzzle - Format: CD |
| Spotify Sessions - Data: 8 kwietnia 2016 - Wydawca: Monkey Puzzle - Format: LP, streaming                              |

### Albumy wideo
| Dane dot. albumu                                                         |
| ------------------------------------------------------------------------ |
| TV Is My Parent - Data: 19 maja 2009 - Wydawca: Hear Music - Format: DVD |

### Albumy remiksowe
| Dane dot. albumu                                                                                               |
| --- |
| The Girl You Lost to Cocaine (Remixes) - Data: 6 maja 2008 - Wydawca: Ultra Records - Format: digital download |
| Remixes 1 – EP - Data: 15 lipca 2008 - Wydawca: Go! Beat Records - Format: digital download                    |
| Remixes 2 – EP - Data: 15 lipca 2008 - Wydawca: Go! Beat Records - Format: digital download                    |
| Buttons (Remixes) - Data: 25 listopada 2008 - Wydawca: Monkey Puzzle - Format: CD, digital download            |
| Elastic Heart (The Remixes) - Data: 14 kwietnia 2014 - Wydawca: Monkey Puzzle - Format: digital download       |
| Chandelier Remixes – EP - Data: 22 lipca 2014 - Wydawca: Monkey Puzzle - Format: CD, digital download          |
| Big Girls Cry (Remixes) – EP - Data: 24 kwietnia 2015 - Wydawca: Monkey Puzzle - Format: digital download      |
| Alive (Remixes) – EP - Data: 8 grudnia 2015 - Wydawca: Monkey Puzzle - Format: digital download                |
| Cheap Thrills (Remixes) - Data: 8 kwietnia 2016 - Wtdawca: Monkey Puzzle - Format: CD, digital download        |

## Single

### Jako główny artysta
| Rok                                                      | Tytuł                                        | Pozycja na liście | Pozycja na liście | Pozycja na liście | Pozycja na liście | Pozycja na liście | Pozycja na liście | Pozycja na liście | Pozycja na liście | Pozycja na liście | Pozycja na liście | Pozycja na liście | Pozycja na liście | Pozycja na liście | Pozycja na liście | Pozycja na liście | Certyfikat | Album                                 |
| Rok                                                      | Tytuł                                        | AUS               | BEL (Fla)         | BEL (Wal)         | CAN               | DEN               | FRA               | ESP               | GER               | IT                | NLD               | NZL               | SWE               | SWI               | UK                | USA               | Certyfikat | Album                                 |
| -------------------------------------------------------- | -------------------------------------------- | ----------------- | ----------------- | ----------------- | ----------------- | ----------------- | ----------------- | ----------------- | ----------------- | ----------------- | ----------------- | ----------------- | ----------------- | ----------------- | ----------------- | ----------------- | --- | ------------------------------------- |
| 2000                                                     | „Taken for Granted”                          | 100               | –                 | –                 | –                 | –                 | –                 | –                 | –                 | –                 | –                 | –                 | –                 | –                 | 10                | –                 | | Healing Is Difficult                  |
| 2000                                                     | „Little Man”                                 | –                 | –                 | –                 | –                 | –                 | –                 | –                 | –                 | –                 | –                 | –                 | –                 | –                 | 82                | –                 | | Healing Is Difficult                  |
| 2001                                                     | „Drink to Get Drunk” (oraz Different Gear)   | –                 | –                 | –                 | –                 | –                 | –                 | –                 | –                 | 43                | 85                | –                 | –                 | –                 | 91                | –                 | | Healing Is Difficult                  |
| 2003                                                     | „Don't Bring Me Down”                        | –                 | –                 | –                 | –                 | –                 | –                 | –                 | –                 | –                 | –                 | –                 | –                 | –                 | –                 | –                 | | Colour the Small One                  |
| 2004                                                     | „Breathe Me”                                 | –                 | –                 | –                 | –                 | 19                | 81                | –                 | –                 | –                 | –                 | –                 | –                 | –                 | 71                | –                 | - UK: srebrna płyta - DEN: złota płyta | Colour the Small One                  |
| 2004                                                     | „Where I Belong”                             | –                 | –                 | –                 | –                 | –                 | –                 | –                 | –                 | –                 | –                 | –                 | –                 | –                 | 85                | –                 | | Colour the Small One                  |
| 2005                                                     | „Numb”                                       | –                 | –                 | –                 | –                 | –                 | –                 | –                 | –                 | –                 | –                 | –                 | –                 | –                 | –                 | –                 | | Colour the Small One                  |
| 2007                                                     | „Day Too Soon”                               | –                 | –                 | –                 | –                 | –                 | –                 | –                 | –                 | –                 | –                 | –                 | –                 | –                 | –                 | –                 | | Some People Have Real Problems        |
| 2008                                                     | „The Girl You Lost to Cocaine”               | –                 | –                 | –                 | –                 | –                 | –                 | 12                | –                 | –                 | 11                | –                 | –                 | –                 | –                 | –                 | | Some People Have Real Problems        |
| 2008                                                     | „Soon We'll Be Found”                        | 89                | Wsk. 17           | Wsk. 23           | –                 | –                 | –                 | –                 | –                 | –                 | –                 | –                 | –                 | –                 | 94                | –                 | | Some People Have Real Problems        |
| 2009                                                     | „Buttons”                                    | –                 | Wsk. 16           | –                 | –                 | –                 | –                 | –                 | –                 | –                 | –                 | –                 | –                 | –                 | –                 | –                 | | Some People Have Real Problems        |
| 2009                                                     | „You've Changed”                             | 31                | –                 | –                 | –                 | –                 | –                 | –                 | –                 | –                 | 95                | –                 | –                 | –                 | –                 | –                 | | We Are Born                           |
| 2010                                                     | „Under the Milky Way"                        | –                 | –                 | –                 | –                 | –                 | –                 | –                 | –                 | –                 | –                 | –                 | –                 | –                 | –                 | –                 | | —                                     |
| 2010                                                     | „Clap Your Hands”                            | 17                | Wsk. 8            | 12                | –                 | –                 | –                 | –                 | –                 | –                 | 10                | –                 | –                 | 27                | –                 | –                 | | We Are Born                           |
| 2010                                                     | „Bring Night”                                | 99                | –                 | –                 | –                 | –                 | –                 | –                 | –                 | –                 | –                 | –                 | –                 | –                 | –                 | –                 | | We Are Born                           |
| 2013                                                     | „Elastic Heart” (oraz The Weeknd i Diplo)    | 67                | –                 | Wsk. 27           | –                 | 21                | –                 | –                 | –                 | 11                | 46                | 7                 | –                 | 12                | 61                | –                 | - DEN: platynowa płyta - NZL: platynowa płyta - AUS: 3× platynowa płyta | The Hunger Games: Catching Fire       |
| 2014                                                     | „Chandelier”                                 | 2                 | 8                 | 2                 | 6                 | 6                 | 1                 | 3                 | 10                | –                 | 27                | 3                 | 4                 | 2                 | 6                 | 8                 | - AUS: 5× platynowa płyta - CAN: 3× platynowa płyta - FRA: diamentowa płyta - ITA: 5× platynowa płyta - NZL: 2× platynowa płyta - UK: 3× platynowa płyta - US: 3× platynowa płyta - SWI: platynowa płyta - AUT: złota płyta - DEU: platynowa płyta - NOR: 5× platynowa płyta | 1000 Forms of Fear                    |
| 2014                                                     | „Big Girls Cry”                              | 16                | Wsk. 54           | 29                | 64                | –                 | 18                | –                 | –                 | –                 | –                 | –                 | –                 | –                 | 77                | –                 | - AUS: platynowa płyta - UK: srebrna płyta | 1000 Forms of Fear                    |
| 2015                                                     | „Elastic Heart”                              | 5                 | 35                | 16                | 7                 | 21                | 23                | 6                 | 29                | –                 | 46                | –                 | 14                | –                 | 10                | 17                | - AUS: 2× platynowa płyta - CAN: platynowa płyta - UK: 2× platynowa płyta - US: 2× platynowa płyta - IT: 2× platynowa płyta | 1000 Forms of Fear                    |
| 2015                                                     | „Fire Meet Gasoline"                         | 60                | Wsk. 12           | Wsk. 4            | –                 | –                 | 39                | –                 | 85                | –                 | –                 | –                 | –                 | 47                | 193               | –                 | | 1000 Forms of Fear                    |
| 2015                                                     | „Alive”                                      | 10                | 49                | 40                | 28                | –                 | 17                | 70                | –                 | –                 | –                 | 29                | 69                | 30                | 30                | 56                | - POL: 2× platynowa płyta - AUS: platynowa płyta - UK: złota płyta - CAN: platynowa płyta - IT: platynowa płyta | This is Acting                        |
| 2016                                                     | „Cheap Thrills" (oraz Sean Paul)             | 6                 | 3                 | 1                 | 1                 | 2                 | 1                 | 1                 | 1                 | 90                | 3                 | 3                 | 1                 | 2                 | 2                 | 1                 | - POL: 2× diamentowa płyta - AUS: 4× platynowa płyta - US: 4× platynowa płyta - UK: 4× platynowa płyta - AUT: platynowa płyta - CAN: diamentowa płyta - DEU: diamentowa płyta - IT: diamentowa płyta                                                                         | This is Acting                        |
| 2016                                                     | „The Greatest” (oraz Kendrick Lamar)         | 2                 | 7                 | 1                 | 6                 | 5                 | 3                 | 8                 | 3                 | –                 | 8                 | 5                 | 5                 | 1                 | 5                 | 18                | - POL: 4× platynowa płyta - AUS: 2× platynowa płyta - US: złota płyta - SWI: platynowa płyta - AUT: złota płyta - CAN: 4× platynowa płyta - DEU: platynowa płyta | This is Acting                        |
| 2016                                                     | „Never Give Up"                              | 29                | Wsk.              | Wsk.              | –                 | –                 | 17                | –                 | 8                 | –                 | 77                | –                 | –                 | 33                | –                 | –                 | - POL: platynowa płyta - AUS: złota płyta | Lion                                  |
| 2016                                                     | „Angel by the Wings"                         | –                 | –                 | –                 | –                 | –                 | –                 | –                 | –                 | –                 | –                 | –                 | –                 | –                 | –                 | –                 | | The Eagle Huntress                    |
| 2017                                                     | „Move Your Body"                             | 34                | Wsk. 11           | Wsk. 2            | 82                | –                 | 62                | 96                | –                 | –                 | –                 | –                 | 57                | –                 | 59                | –                 | - POL: 2× platynowa płyta - UK: srebrna płyta - IT: złota płyta | This Is Acting                        |
| 2017                                                     | „Helium”                                     | –                 | 29                | Wsk. 16           | –                 | –                 | 45                | –                 | 30                | –                 | –                 | –                 | 32                | 19                | 98                | –                 | - UK: srebrna płyta - IT: złota płyta - POL: złota płyta | Fifty Shades Darker                   |
| 2017                                                     | „To Be Human" (oraz Labrinth)                | –                 | –                 | –                 | –                 | –                 | 117               | –                 | –                 | –                 | –                 | –                 | –                 | –                 | –                 | –                 | | Wonder Woman                          |
| 2017                                                     | „Free Me"                                    | –                 | –                 | –                 | –                 | –                 | 115               | –                 | –                 | –                 | –                 | –                 | –                 | –                 | –                 | –                 | | —                                     |
| 2017                                                     | „Rainbow"                                    | –                 | –                 | –                 | –                 | –                 | –                 | –                 | –                 | –                 | –                 | –                 | 5                 | –                 | –                 | –                 | | My Little Pony: The Movie             |
| 2017                                                     | „Santa's Coming for Us"                      | –                 | 45                | 46                | 67                | –                 | 45                | 63                | 50                | –                 | 66                | –                 | 46                | 42                | 17                | –                 | - UK: srebrna płyta - POL: złota płyta | Everyday Is Christmas                 |
| 2018                                                     | „Helium" (oraz David Guetta, Afrojack)       | 88                | Wsk.              | –                 | –                 | –                 | –                 | –                 | –                 | –                 | –                 | –                 | 61                | 43                | –                 | –                 | | Fifty Shades Darker                   |
| 2018                                                     | „Here I Am" (oraz Dolly Parton)              | –                 | –                 | –                 | –                 | –                 | –                 | –                 | –                 | –                 | –                 | –                 | –                 | –                 | –                 | –                 | | Dumplin'                              |
| 2018                                                     | „I'm Still Here"                             | –                 | –                 | Wsk. 33           | –                 | –                 | 189               | –                 | –                 | –                 | –                 | –                 | –                 | 65                | –                 | –                 | | —                                     |
| 2018                                                     | „Audio” (LSD)                                | –                 | Wsk.              | Wsk. 6            | –                 | –                 | 34                | –                 | –                 | –                 | 71                | –                 | 69                | 75                | –                 | –                 | - POL: platynowa płyta - AUS: platynowa płyta - CAN: platynowa płyta | Labrinth - Sia - Diplo Present... LSD |
| 2018                                                     | „Genius” (LSD)                               | –                 | Wsk.              | Wsk. 25           | –                 | –                 | 173               | –                 | 79                | –                 | –                 | –                 | 81                | 84                | 72                | –                 | - AUS: platynowa płyta - CAN: platynowa płyta - IT: złota płyta - POL: platynowa płyta | Labrinth - Sia - Diplo Present... LSD |
| 2018                                                     | „Thunderclouds” (LSD)                        | –                 | Wsk. 1            | 37                | –                 | –                 | 24                | –                 | 56                | 23                | –                 | 38                | 80                | 38                | 17                | –                 | - AUS: platynowa płyta - UK: srebrna płyta - AUT: złota płyta - CAN: platynowa płyta - IT: platynowa płyta - POL: platynowa płyta | Labrinth - Sia - Diplo Present... LSD |
| 2018                                                     | „Mountains” (LSD)                            | –                 | –                 | –                 | –                 | –                 | –                 | –                 | –                 | –                 | –                 | –                 | –                 | –                 | –                 | –                 | | Labrinth - Sia - Diplo Present... LSD |
| 2019                                                     | „No New Friends” (LSD)                       | –                 | Wsk.              | –                 | –                 | –                 | 173               | –                 | –                 | –                 | –                 | –                 | –                 | –                 | –                 | –                 | - CAN: złota płyta - POL: złota płyta | Labrinth - Sia - Diplo Present... LSD |
| 2019                                                     | „Welcome To The Wonderful World of” (LSD)    | –                 | –                 | –                 | –                 | –                 | –                 | –                 | –                 | –                 | –                 | –                 | –                 | –                 | –                 | –                 | | Labrinth - Sia - Diplo Present... LSD |
| 2019                                                     | „Heaven Can Wait” (LSD)                      | –                 | –                 | –                 | –                 | –                 | –                 | –                 | –                 | –                 | –                 | –                 | –                 | –                 | –                 | –                 | | Labrinth - Sia - Diplo Present... LSD |
| 2019                                                     | „It’s Time” (LSD)                            | –                 | –                 | –                 | –                 | –                 | –                 | –                 | –                 | –                 | –                 | –                 | –                 | –                 | –                 | –                 | | Labrinth - Sia - Diplo Present... LSD |
| 2019                                                     | „Angel In Your Eyes” (LSD)                   | –                 | –                 | –                 | –                 | –                 | –                 | –                 | –                 | –                 | –                 | –                 | –                 | –                 | –                 | –                 | | Labrinth - Sia - Diplo Present... LSD |
| 2020                                                     | „Original"                                   | –                 | –                 | –                 | –                 | –                 | –                 | –                 | –                 | –                 | –                 | –                 | –                 | 79                | –                 | –                 | | Dolittle                              |
| 2020                                                     | „On” (LSD)                                   | –                 | –                 | –                 | –                 | –                 | –                 | –                 | –                 | –                 | 1                 | 51                | –                 | –                 | –                 | –                 | | Music                                 |
| 2020                                                     | „Saved My Live”                              | –                 | –                 | Wsk.              | –                 | –                 | –                 | –                 | –                 | –                 | –                 | –                 | –                 | 79                | –                 | –                 | | Music                                 |
| 2020                                                     | „Together”                                   | 27                | –                 | 23                | 70                | –                 | 161               | –                 | –                 | –                 | –                 | –                 | –                 | 61                | 96                | –                 | | Music                                 |
| 2020                                                     | „Let's Love” (oraz David Guetta)             | –                 | 15                | 2                 | –                 | –                 | 47                | –                 | 30                | 45                | 37                | –                 | –                 | 47                | 53                | –                 | - POL: platynowa płyta | —                                     |
| 2020                                                     | „Courage to Change”                          | –                 | Wsk.              | 7                 | –                 | –                 | 48                | –                 | –                 | –                 | –                 | –                 | –                 | 21                | –                 | –                 | - POL: złota płyta | Music                                 |
| 2020                                                     | „Del Mar” (oraz Ozuna i Doja Cat)            | –                 | –                 | –                 | –                 | –                 | 30                | –                 | –                 | –                 | –                 | –                 | –                 | 51                | –                 | –                 | | ENOC                                  |
| 2020                                                     | „Hey Boy”                                    | –                 | Wsk.              | –                 | –                 | –                 | –                 | –                 | –                 | –                 | –                 | –                 | –                 | –                 | –                 | –                 | | Music                                 |
| 2020                                                     | „Hey Boy” (Sia, gościnnie: Burna Boy)        | –                 | –                 | –                 | –                 | –                 | –                 | –                 | –                 | –                 | –                 | –                 | –                 | –                 | –                 | –                 | | Music                                 |
| 2021                                                     | „Floating Through Space” (oraz David Guetta) | –                 | Wsk.              | 34                | –                 | –                 | 66                | –                 | 56                | –                 | 18                | –                 | 55                | 32                | –                 | –                 | | Music                                 |
| „–” oznacza, że singel nie był notowany na danej liście. |                                              |                   |                   |                   |                   |                   |                   |                   |                   |                   |                   |                   |                   |                   |                   |                   | |                                       |

### Jako artysta gościnny
| Rok                                                      | Tytuł                                                                   | Pozycje na liście | Pozycje na liście | Pozycje na liście | Pozycje na liście | Pozycje na liście | Pozycje na liście | Pozycje na liście | Pozycje na liście | Pozycje na liście | Pozycje na liście | Pozycje na liście | Pozycje na liście | Certyfikat                                                                                            | Album                     |
| Rok                                                      | Tytuł                                                                   | AUS               | CAN               | DEN               | ESP               | FRA               | GER               | IT                | NZL               | SWE               | UK                | USA               | NLD               | Certyfikat                                                                                            | Album                     |
| -------------------------------------------------------- | ----------------------------------------------------------------------- | ----------------- | ----------------- | ----------------- | ----------------- | ----------------- | ----------------- | ----------------- | ----------------- | ----------------- | ----------------- | ----------------- | ----------------- | --- | ------------------------- |
| 2001                                                     | „Destiny" (Zero 7, gościnnie: Sia oraz Sophie Barker)                   | –                 | –                 | –                 | –                 | –                 | –                 | –                 | –                 | –                 | 30                | –                 | –                 | | Simple Things             |
| 2004                                                     | „Somersault” (Zero 7, gościnnie: Sia)                                   | –                 | –                 | –                 | –                 | –                 | –                 | –                 | –                 | –                 | 56                | –                 | –                 | | When It Falls             |
| 2011                                                     | „I'll Forget You" (Lior, gościnnie: Sia)                                | –                 | –                 | –                 | –                 | –                 | –                 | –                 | –                 | –                 | –                 | –                 | –                 | | Corner of an Endless Road |
| 2011                                                     | „I Love It” (Hilltop Hoods, gościnnie: Sia)                             | 6                 | –                 | –                 | –                 | –                 | –                 | –                 | 13                | –                 | –                 | –                 | –                 | - AUS: 6× platynowa płyta                                                                             | Drinking From the Sun     |
| 2011                                                     | „Titanium” (David Guetta, gościnnie: Sia)                               | 5                 | 7                 | 3                 | 5                 | 3                 | 5                 | 3                 | 3                 | 3                 | 1                 | 7                 | 4                 | - AUS: 5× platynowa płyta - UK: 3× platynowa płyta - US: 2× platynowa płyta                           | Nothing but the Beat      |
| 2011                                                     | „Wild Ones” (Flo Rida, gościnnie: Sia)                                  | 1                 | 1                 | 11                | 23                | 11                | 6                 | –                 | 1                 | 3                 | 4                 | 5                 | 14                | - AUS: 7× platynowa płyta - CAN: 5× platynowa płyta - UK: 2× Platynowa płyta - US: 4× platynowa płyta | Wild Ones                 |
| 2011                                                     | „Vague à l'âme” (Juliette Kat, gościnnie: Sia)                          | –                 | –                 | –                 | –                 | –                 | –                 | –                 | –                 | –                 | –                 | –                 | –                 | | Tout va de travers        |
| 2012                                                     | „Wild One Two” (Jack Back, gościnnie: David Guetta, Nicky Romero i Sia) | 52                | –                 | –                 | –                 | –                 | 65                | –                 | –                 | –                 | 171               | –                 | –                 | | Nothing but the Beat 2.0  |
| 2012                                                     | „She Wolf (Falling to Pieces)” (David Guetta, gościnnie: Sia)           | 11                | 35                | 7                 | 13                | 4                 | 3                 | 6                 | 19                | 6                 | 8                 | –                 | 6                 | - AUS: 2× platynowa płyta - UK: złota płyta                                                           | Nothing but the Beat 2.0  |
| 2013                                                     | "Dim the Light" (Creep, gościnnie: Sia)                                 | –                 | –                 | –                 | –                 | –                 | –                 | –                 | –                 | –                 | –                 | –                 | –                 | | Echoes                    |
| 2013                                                     | „Beautiful Pain” (Eminem, gościnnie: Sia)                               | –                 | –                 | –                 | –                 | 114               | 87                | –                 | 15                | –                 | 67                | –                 | –                 | | The Marshall Mathers LP 2 |
| 2014                                                     | „Battle Cry” (Angel Haze, gościnnie: Sia)                               | –                 | –                 | –                 | –                 | –                 | –                 | –                 | –                 | –                 | 70                | –                 | –                 | | Dirty Gold                |
| 2014                                                     | „Guts Over Fear” (Eminem, gościnnie: Sia)                               | 22                | 9                 | 22                | –                 | 10                | 35                | –                 | 22                | 40                | 10                | 22                | –                 | | Shady XV                  |
| 2014                                                     | „The Whisperer” (David Guetta, gościnnie: Sia)                          | –                 | –                 | –                 | –                 | 96                | –                 | –                 | –                 | –                 | –                 | –                 | –                 | | Listen                    |
| 2015                                                     | „Déjà Vu" (Giorgio Moroder, gościnnie: Sia)                             | –                 | –                 | –                 | –                 | 182               | –                 | –                 | –                 | –                 | 194               | –                 | –                 | | Déjà Vu                   |
| 2015                                                     | „Golden" (Travie McCoy, gościnnie: Sia)                                 | 4                 | –                 | –                 | –                 | –                 | –                 | –                 | 20                | –                 | –                 | –                 | –                 | - AUS: platynowa płyta                                                                                | Rough Water               |
| 2015                                                     | „Je te pardonne” (Maître Gims, gościnnie: Sia)                          | –                 | –                 | –                 | –                 | 12                | –                 | –                 | –                 | –                 | –                 | –                 | –                 | | Mon cœur avait raison     |
| 2015                                                     | „Bang My Head” (David Guetta, gościnnie: Sia oraz Fetty Wap)            | 21                | 51                | 38                | 11                | 3                 | 24                | 22                | 17                | 19                | 18                | 76                | –                 | - UK: srebrna płyta - POL: platynowa płyta                                                            | Listen Again              |
| 2016                                                     | „Living Out Loud" (Brooke Candy, gościnnie: Sia)                        | –                 | –                 | –                 | –                 | –                 | –                 | –                 | –                 | –                 | –                 | –                 | –                 | | —                         |
| 2016                                                     | „Blackbird”                                                             | –                 | –                 | –                 | –                 | –                 | –                 | –                 | –                 | –                 | –                 | –                 | –                 | |                           |
| 2017                                                     | „Waterfall" (Stargate, gościnnie: Pink oraz Sia)                        | 19                | 86                | –                 | –                 | 36                | 47                | –                 | –                 | 67                | 47                | –                 | –                 | - AUS: złota płyta                                                                                    | TBA                       |
| 2017                                                     | „Dusk Till Dawn" (Zayn, gościnnie: Sia)                                 | 6                 | 5                 | 12                | 31                | 3                 | 3                 | 6                 | 8                 | 2                 | 5                 | 44                | 7                 | - AUS: 4× platynowa płyta - UK: platynowa płyta - GER: platynowa płyta - POL: diamentowa płyta        | Icarus Falls              |
| 2018                                                     | „Flames" (David Guetta, gościnnie: Sia)                                 | 19                | 66                | 40                | 38                | 2                 | 7                 | 11                | –                 | 9                 | 7                 | –                 | 4                 | - POL: 4× platynowa płyta - AUS: 2× platynowa płyta - UK: platynowa płyta                             | 7                         |
| 2018                                                     | „Light Headed” (David Guetta, gościnnie: Sia)                           | –                 | –                 | –                 | –                 | –                 | –                 | –                 | –                 | –                 | –                 | –                 | –                 | | 7                         |
| 2018                                                     | „Here I Am” (Dolly Parton, gościnnie: Sia)                              | –                 | –                 | –                 | –                 | –                 | –                 | –                 | –                 | –                 | –                 | –                 | –                 | | —                         |
| 2019                                                     | „That's Life" (88-Keys, gościnnie: Mac Miller, Sia)                     | –                 | –                 | –                 | –                 | –                 | –                 | –                 | –                 | –                 | –                 | –                 | –                 | | —                         |
| 2020                                                     | „On” (BTS, gościnnie: Sia)                                              | –                 | –                 | –                 | –                 | 51                | 36                | 53                | –                 | –                 | –                 | –                 | 51                | | Map of the Soul: 7        |
| 2020                                                     | „Exhale” (Kenzie, gościnnie: Sia)                                       | –                 | –                 | –                 | –                 | –                 | –                 | –                 | –                 | –                 | –                 | –                 | –                 | | —                         |
| 2020                                                     | „Cold” (Leslie Odom Jr., gościnnie: Sia)                                | –                 | –                 | –                 | –                 | –                 | –                 | –                 | –                 | –                 | –                 | –                 | –                 | | —                         |
| 2021                                                     | „Titans” (Major Lazer, gościnnie: Sia oraz Labrinth)                    | –                 | –                 | –                 | –                 | 154               | –                 | –                 | –                 | –                 | –                 | –                 | –                 | | Music is the Weapon       |
| „–” oznacza, że singel nie był notowany na danej liście. |                                                                         |                   |                   |                   |                   |                   |                   |                   |                   |                   |                   |                   |                   | |                           |

### Single promocyjne
| Rok  | Tytuł                                          | Pozycje na liście | Pozycje na liście | Pozycje na liście | Pozycje na liście | Pozycje na liście | Pozycje na liście | Pozycje na liście | Certyfikat                                  | Album                 |
| Rok  | Tytuł                                          | AUS               | CAN               | FRA               | GER               | SWE               | UK                | USA               | Certyfikat                                  | Album                 |
| ---- | ---------------------------------------------- | ----------------- | ----------------- | ----------------- | ----------------- | ----------------- | ----------------- | ----------------- | ------------------------------------------- | --------------------- |
| 2014 | „Eye of the Needle"                            | 36                | –                 | 71                | –                 | –                 | 181               | –                 |                                             | 1000 Forms of Fear    |
| 2015 | „Salted Wound"                                 | –                 | –                 | 70                | –                 | –                 | 118               | –                 |                                             | Fifty Shades of Grey  |
| 2015 | „Bird Set Free"                                | 36                | 98                | 49                | –                 | –                 | 92                | –                 | - IT: złota płyta - POL: złota płyta        | This Is Acting        |
| 2016 | „One Million Bullets"                          | –                 | –                 | –                 | –                 | –                 | –                 | –                 |                                             | This Is Acting        |
| 2016 | „Reaper"                                       | 89                | 78                | 89                | –                 | 92                | 82                | –                 |                                             | This Is Acting        |
| 2016 | „Unstoppable"                                  | –                 | 88                | 23                | 62                | 94                | –                 | –                 | - UK: srebrna płyta - POL: diamentowa płyta | This Is Acting        |
| 2016 | „Unforgettable"                                | –                 | –                 | –                 | –                 | –                 | –                 | –                 |                                             | Finding Dory          |
| 2016 | „Satisfied" (gościnnie: Miguel, Queen Latifah) | –                 | –                 | –                 | –                 | –                 | –                 | –                 |                                             | The Hamilton Mixtape  |
| 2017 | „Snowman"                                      | –                 | 20                | 175               | –                 | 51                | 78                | –                 | - POL: 4× platynowa płyta                   | Everyday Is Christmas |

## Inne notowane utwory
| Rok                                                      | Tytuł                                        | Pozycja na liście | Pozycja na liście | Pozycja na liście | Pozycja na liście | Certyfikat | Album                          |
| Rok                                                      | Tytuł                                        | AUS               | BEL(Fla)          | FRA               | UK                | Certyfikat | Album                          |
| -------------------------------------------------------- | -------------------------------------------- | ----------------- | ----------------- | ----------------- | ----------------- | ---------- | ------------------------------ |
| 2008                                                     | „I Go To Sleep”                              | 32                | –                 | –                 | –                 |            | Some People Have Real Problems |
| 2014                                                     | „You're Never Fully Dressed Without a Smile” | –                 | Wsk. 7            | –                 | 125               |            | Annie                          |
| 2015                                                     | „California Dreamin’”                        | –                 | –                 | 87                | 92                |            | San Andreas                    |
| 2016                                                     | „Confetti”                                   | –                 | –                 | 71                | –                 |            | This Is Acting                 |
| 2016                                                     | „Jesus Wept”                                 | –                 | –                 | 199               | –                 |            | This Is Acting                 |
| 2016                                                     | „Midnight Decisions”                         | –                 | –                 | 146               | –                 |            | This Is Acting                 |
| 2016                                                     | „Waving Goodbye”                             | –                 | –                 | 95                | –                 |            | This Is Acting                 |
| 2017                                                     | „Candy Cane Lane”                            | –                 | Wsk. 37           | –                 | –                 |            | Everyday Is Christmas          |
| 2017                                                     | „Ho Ho Ho”                                   | –                 | Wsk.              | –                 | –                 |            | Everyday Is Christmas          |
| „–” oznacza, że singel nie był notowany na danej liście. |                                              |                   |                   |                   |                   |            |                                |